# Термінал ЗПГ Нінасхамн
Термінал ЗПГ Нінасхамн (Nynäshamn) — інфраструктурний об'єкт для прийому, регазифікації та перевалки зрідженого природного газу в Швеції. Споруджений на східному узбережжі країни в районі Стокгольму.
Термінал Нінасхамн, який розпочав роботу в 2011 році, став першим об'єктом такого типу у Швеції. В умовах відсутності у країні розвиненої газотранспортної мережі, він, як і інші термінали Скандинавії (шведський Лісекіл, фінський Порі), має невелику за світовими мірками потужність, зате орієнтований на різні види роботи з малими партіями ЗПГ, а саме:
- постачання регазифікованої продукції до розподільчої мережі Стокгольму та нафтопереробного заводу Nynas;[1]
- відпуску ЗПГ в автоцистернах;
- бункерування суден, двигуни яких працюють на зрідженому газі. При цьому можливі або безпосередня заправка у причалу зі швидкістю до 1200 м3 на годину, або використання бункеровочних барж ємністю від 180 до 3000 м3.

Причал терміналу здатен обслуговувати газові танкери вантажоємністю до 15000 м3. Сховище складається з одного резервуару об'ємом 20000 м3.
Основним постачальником запланований малий завод із виробництва ЗПГ в Ставангері (Норвегія). Планується, що через термінал Нінасхамн проходитиме на рік біля 0,3 млрд.м3 газу.